# Liste der Minister- und Staatspräsidenten von Württemberg
1876 wurde im Königreich Württemberg das Amt des Präsidenten des Staatsministeriums eingeführt. Nach heutigem Verständnis handelte es sich bei diesem Amt um das eines Ministerpräsidenten, und so wurden die Amtsinhaber ungeachtet des offiziellen Titels auch schon in der zeitgenössischen Literatur des Öfteren bezeichnet. Bis zur Abdankung von König Wilhelm II. gab es insgesamt fünf Amtsinhaber.
| Königreich Württemberg                        | Königreich Württemberg             | Königreich Württemberg             | Königreich Württemberg             |
| Präsidenten des Staatsministeriums            | Präsidenten des Staatsministeriums | Präsidenten des Staatsministeriums | Präsidenten des Staatsministeriums |
| Name                                          | Amtsantritt                        | Amtsaustritt                       |                                    |
| --------------------------------------------- | ---------------------------------- | ---------------------------------- | ---------------------------------- |
| Hermann Karl Friedrich Freiherr von Mittnacht | 1. Juli 1876                       | 9. November 1900                   |                                    |
| Max Freiherr Schott von Schottenstein         | 3. Dezember 1900                   | 13. April 1901                     |                                    |
| Wilhelm August von Breitling                  | 15. April 1901                     | 4. Dezember 1906                   |                                    |
| Karl Freiherr von Weizsäcker                  | 4. Dezember 1906                   | 6. November 1918                   |                                    |
| Theodor Liesching                             | 7. November 1918                   | 9. November 1918                   |                                    |

Nach der Revolution erfolgte in Württemberg die Staatsleitung durch das Staatsministerium. An dessen Spitze stand ein Ministerpräsident, der seit dem 7. März 1919 offiziell die Amtsbezeichnung Staatspräsident führte.
| Volksstaat Württemberg in der Weimarer Republik | Volksstaat Württemberg in der Weimarer Republik | Volksstaat Württemberg in der Weimarer Republik | Volksstaat Württemberg in der Weimarer Republik |
| Staatspräsidenten der Republik                  | Staatspräsidenten der Republik                  | Staatspräsidenten der Republik                  | Staatspräsidenten der Republik                  |
| Name                                            | Amtsantritt                                     | Amtsaustritt                                    | Partei                                          |
| ----------------------------------------------- | ----------------------------------------------- | ----------------------------------------------- | ----------------------------------------------- |
| Wilhelm Blos                                    | 9. November 1918                                | 23. Juni 1920                                   | SPD                                             |
| Johannes von Hieber                             | 23. Juni 1920                                   | 8. April 1924                                   | DDP                                             |
| Edmund Rau                                      | 8. April 1924                                   | 3. Juni 1924                                    | parteilos                                       |
| Wilhelm Bazille                                 | 3. Juni 1924                                    | 8. Juni 1928                                    | DNVP                                            |
| Eugen Bolz                                      | 8. Juni 1928                                    | 11. März 1933                                   | Zentrum                                         |
| Württemberg zur Zeit des Nationalsozialismus    |                                                 |                                                 |                                                 |
| Wilhelm Murr                                    | 15. März 1933                                   | 5. Mai 1933                                     | NSDAP                                           |
| Ministerpräsident                               |                                                 |                                                 |                                                 |
| Christian Mergenthaler                          | 12. Mai 1933                                    | April 1945                                      | NSDAP                                           |

Die Funktion des Staatspräsidenten als Vorsitzender der Landesregierung wurde im Mai 1933 ersetzt durch ein jetzt offiziell als Ministerpräsident bezeichnetes Amt, welches jedoch in seinen Kompetenzen beschnitten war. Gemäß dem Zweiten Gleichschaltungsgesetz vom 7. April 1933 wurde Wilhelm Murr am 6. Mai 1933 das neu geschaffene Amt eines Reichsstatthalters für Württemberg übertragen. Murr übte in Württemberg die Staatsgewalt aus und konnte insbesondere den Vorsitzenden der Landesregierung ernennen und entlassen, durfte aber nicht gleichzeitig Mitglied der Landesregierung sein. Daher wurde ebenfalls am 6. Mai 1933 Christian Mergenthaler zum in seiner Macht eingeschränkten Vorsitzenden der Landesregierung und Ministerpräsidenten ernannt.